# Leptostomia begaaensis
Leptostomia begaaensis — вид птерозаврів, що існував у крейдовому періоді (112 —94 млн років тому). Описаний у 2020 році.

## Скам'янілості
Викопні рештки птерозавра знайдено у відкладеннях формації Кем Кем в Марокко. Знайдено фрагменти верхньої і нижньої щелеп.

## Назва
Родова назва Leptostomia перекладається з латинської як «тонкий рот». Видова назва begaaensis дана на честь оази Гассі Ель Бегаа, що знаходиться неподалік типового місцезнаходження виду.

## Опис
Невеликий птерозавр з довгим дзьобом, пристосуванним для зондування осаду (мулу або лісової підстилки). Щелепи беззубі, сплюснуті, трохи вигнуті, поступово звужувалися вперед. Верхня щелепа мала вузький гребінь, схожий на той, що спостерігається у багатьох інших птерозаврів.